# Los problemas de Papá
Los problemas de Papá es una película en blanco y negro de Argentina dirigida por Kurt Land sobre el guion de Abel Santa Cruz que se estrenó el 9 de febrero de 1954 y que tuvo como protagonistas a Enrique Muiño, Amalia Sánchez Ariño, Alberto Berco y Hilda Rey.

## Sinopsis
Dos ancianos ven su vida alterada cuando que se hacen cargo de sus nietos mientras sus hijos se van de viaje.

## Reparto
- Enrique Muiño
- Amalia Sánchez Ariño
- Alberto Berco
- Hilda Rey
- Alberto Anchart
- Oscar Moyano
- Menchu Quesada
- Fernando Siro
- Egle Martin
- Víctor Martucci
- Mar Lácar
- Delfy Miranda
- Osvaldo Domecq
- Aída Villadeamigo
- Juan Alighieri
- Osvaldo Terranova
- Cayetano Biondo
- Santiago Rebull

## Comentarios
King en El Mundo consideró a la película una:

”Feliz comedia hogareña.”

Noticias Gráficas señaló que en el filme:

”Los conflictos…no encierran ninguna sorpresa para el espectador.”

Y Manrupe y Portela escriben que es un:

”Entretenimiento liviano, para lucimiento de los dos ancianos protagonistas .”